# Кремово
Кре́мово — село в Михайловском районе Приморского края, входит в Кремовское сельское поселение..

## Основание села
Предположительно основано в 1903-1905 году переселенцами с Украины. Возможно переселение было связано с программами Столыпина(?). Переселенцев заманивали свободными участками земли и китайскими "шелками". Действительность оказалась другой.
Однако в Путевых заметках 1912 года В.К. Арсеньева, дата основания села обозначена как 1885 год, Про село он указывает следующие сведения: "Село Кремово находится в одной версте от станции Ипполитовки Уссурийской железной дороги. Раньше эта станция называлась Невельская.<,,,> Образование села относится к 1885 г. В настоящее время в нем насчитывается 106 дворов. В селе есть церковь, церковноприходская школа, две китайские лавки и кабак, дающий доходу ежегодно около 5000 р. Крестьяне — выходцы из Черниговской, Полтавской и Харьковской губерний".
Опасность для переселенцев представляли нападения хунхузов. Старожилы рассказывали, что к вечеру запрягали телеги, а сами ложились под них. В случае нападения хунхузов гнали лошадей на пойму где травостой, в то время, был выше роста человека. В период с 1883 по 1885 годы правительство, заинтересованное в быстрейшем освоении края, доставляло людей на Дальний Восток морем за счёт казны. Переселенцы получали наделы в 100 десятин на семью. В начале 20-го века в Приморье хлынул поток переселенцев по суше. К этому времени все лучшие земли уже были заняты старожилами, а новосёлам отводились участки, которые с трудом поддавались освоению. Многие зажиточные старожилы не желали делиться с новосёлами и уходили в незаселённые ещё места.

## История села
В селе (1962 год) перед клубом (его уже нет, сгорел) есть памятник погибшим в гражданскую войну от рук интервентов (японцев), там же на площади памятник погибшим в ВОВ. Местный кулак во время коллективизации сбежал в Китай. В его усадьбе, состоящей из дома, коровника, конюшни, лабаза, бани, сада, огорода, была затем ветлечебница (со стороны ул. Первомайской), в середине дома квартира ветврача (Мозжилина Вера Андреевна до 1962 года) и ещё одна квартира. В селе был колхоз имени Сталина (?), с 1961 года переименованный в колхоз Заря (?). Село до второй половины 1950-х годов входило в Ипполитовскую МТС (машинно техническая (возможно тракторная) станция). На начало 1960-х годов основными сельскохозяйственными культурами были соя и сахарная свёкла. Сахарную свеклу на телегах возили в район станции, грузили в вагоны и вывозили.
В 2 км на юго-западе от села был построен военный аэродром. Аэродром (Кремово-1, позднее Озерная падь) использовался во время корейской войны. 
В 1998 году аэродром Кремово закрыт.

## География
Село Кремово стоит на правом берегу реки Осиновка. Во время летних ливней и весеннего паводка речка разливается на несколько километров в ширину. Подъём уровня воды достигает 2-3 метров. Часть села иногда подтапливается. В селе Кремово находится станция Дальневосточной железной дороги Ипполитовка (линия Хабаровск — Владивосток). Дорога к селу Кремово отходит на запад от автотрассы «Уссури» между Сибирцево и транспортной развязкой у села Михайловка (обход Уссурийска). До трассы «Уссури» около 2 км. Расстояние до районного центра Михайловка по автодороге около 25 км, по железной дороге (в Михайловке находится станция ДВЖД Дубининский) около 28 км. В районе железнодорожного моста (металлического системы Гау Журавского) насыпь высокая (более 6 метров). Похождение воды под мост регулируется двумя дамбами. Овраг делит село на две части.

## Население
| 1900 | 1912 | 1915 | 2002  | 2010  | 2021  |
| ---- | ---- | ---- | ----- | ----- | ----- |
| 401  | ↗649 | ↗887 | ↗1958 | ↘1503 | ↘1092 |

## Экономика
- Сельскохозяйственные предприятия Михайловского района.

## Аэродром
Аэродром Озёрная Падь, гарнизон Кремово-1. Базировался 224-й истребительный авиационный полк 32-й истребительной авиадивизии, принимавший участие в Корейской войне с 28.08.1952 г. по 27.07.1953 г. В 1960 году полк передан в состав 303-й истребительной авиационной дивизии и передислоцирован на аэродром Кремово (дата требует уточнения). На вооружении полка стояли истребители МиГ-17.
В 1967 году с аэродрома Новороссия-Западная на аэродром Кремово передислоцирован 404-й Таллиннский, ордена Кутузова III степени истребительный авиационный полк. Этот полк размещался в Кремово до 1973 года и был переведён на новый аэродром Орловка в Амурской области. На вооружении полка были истребители МиГ-21.
В 1974 году 224-й полк получил истребители МиГ-23.
До 1975 года на аэродроме Кремово базировалась эскадрилья Ил-28 в/ч 01953, переведена на аэродром Новороссия-Западная.
В 1981 году 224-й истребительный полк преобразован в авиационный полк истребителей-бомбардировщиков.
В 1989 году полк был переучен на ударные самолеты МиГ-27Д. На аэродром Озёрная Падь переведена 1-я АЭ из расформированного 300-го авиационного полка истребителей-бомбардировщиков из Переяславки. Эскадрилья занималась перегонкой самолётов МиГ-27 из западных регионов страны в Приморье, и в 1990 году была расформирована.
В 1992 году 224-й АПИБ преобразован в бомбардировочный авиационный полк, начал получать (из выводимых из Европы полков) и осваивать самолеты Су-24.
В 1998 году 224-й бомбардировочный авиационный полк в составе 303-й смешанной авиационной дивизии 11-й армии ВВС и ПВО КДВО на аэродроме Озёрная Падь был расформирован, самолёты Су-24 переданы на аэродром Хурба. С того времени аэродром и гарнизон были заброшены.
Данные аэродрома.
- Наименование — Озёрная Падь  ([eng] Ozernaya Pad')
- Индекс аэродрома ЬХИО / XHIO
- КТА N44.01793° E132.21575°
- Превышение — 115 метров
- ВПП 03/21 2500х52 м
- Покрытие — бетон
- Позывной — (старт 124.0 МГц) «Союзный»
- Состояние — заброшен

На аэродроме Кремово служил член первого отряда космонавтов Нелюбов Г. Г.
Авиационная техника на аэродроме Кремово (Озёрная Падь): МиГ-15, МиГ-17, МиГ-21, МиГ-23, МиГ-27, Ил-28, Су-24.

## Космонавт Нелюбов
Нелюбов, Григорий Григорьевич (1934—1966), советский военный лётчик, член первого отряда советских космонавтов. Готовился к космическому полёту на корабле «Восток», был запасным космонавтом при полёте Юрия Гагарина. В 1963 году отчислен за дисциплинарные нарушения. Направлен для дальнейшего прохождения службы в Приморский край. 18 февраля 1966 года трагически погиб, попав под поезд на железнодорожном мосту через реку Осиновка. Похоронен на местном кладбище. На могиле неверно указана дата рождения (8 апреля вместо 31 марта).

## Галерея

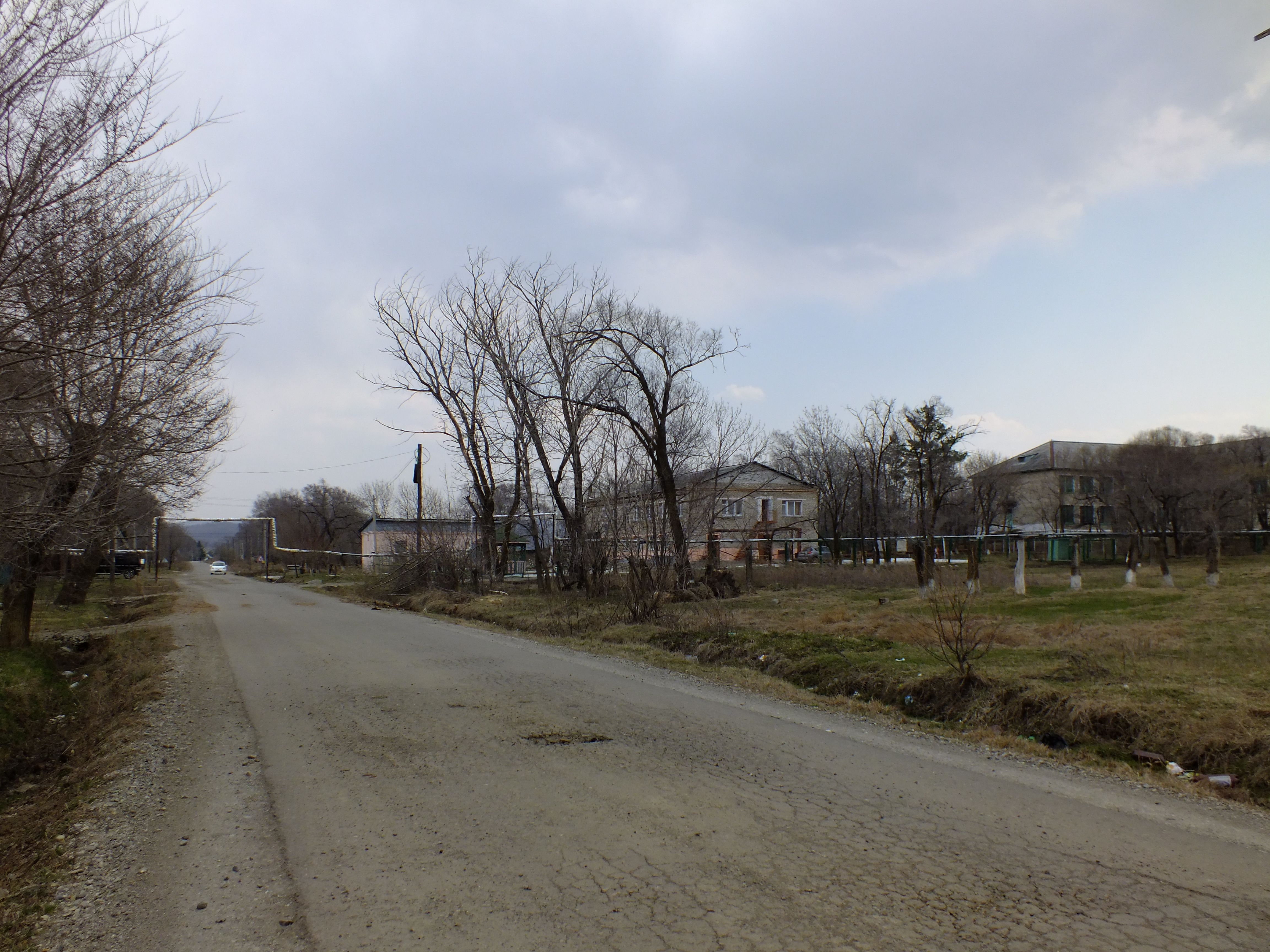
На сельской улице
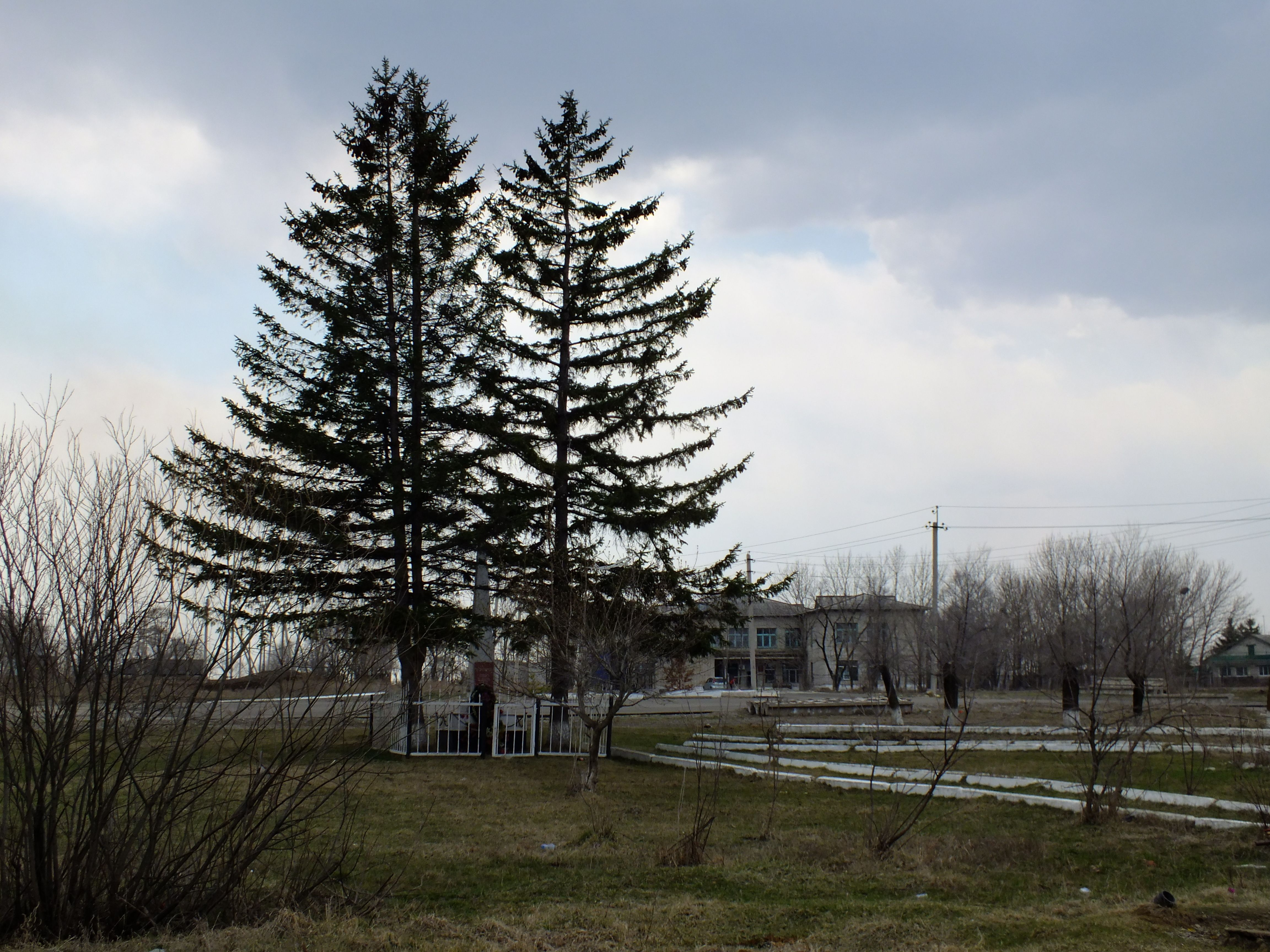
Сквер и памятник односельчанам, не вернувшимся с фронта (1941—1945 гг.)
Могила космонавта Григория Нелюбова
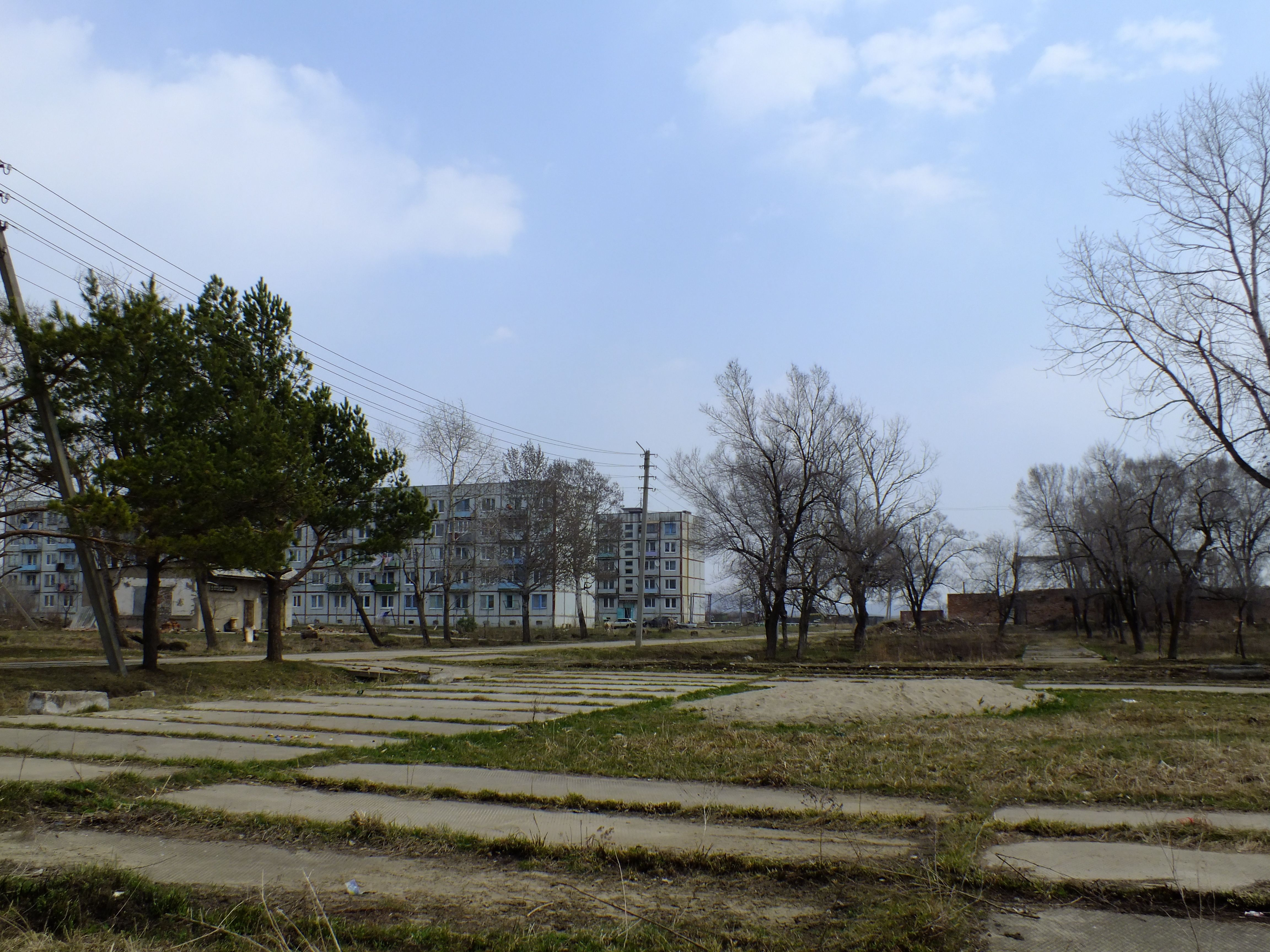
Заброшенные жилые дома военного гарнизона
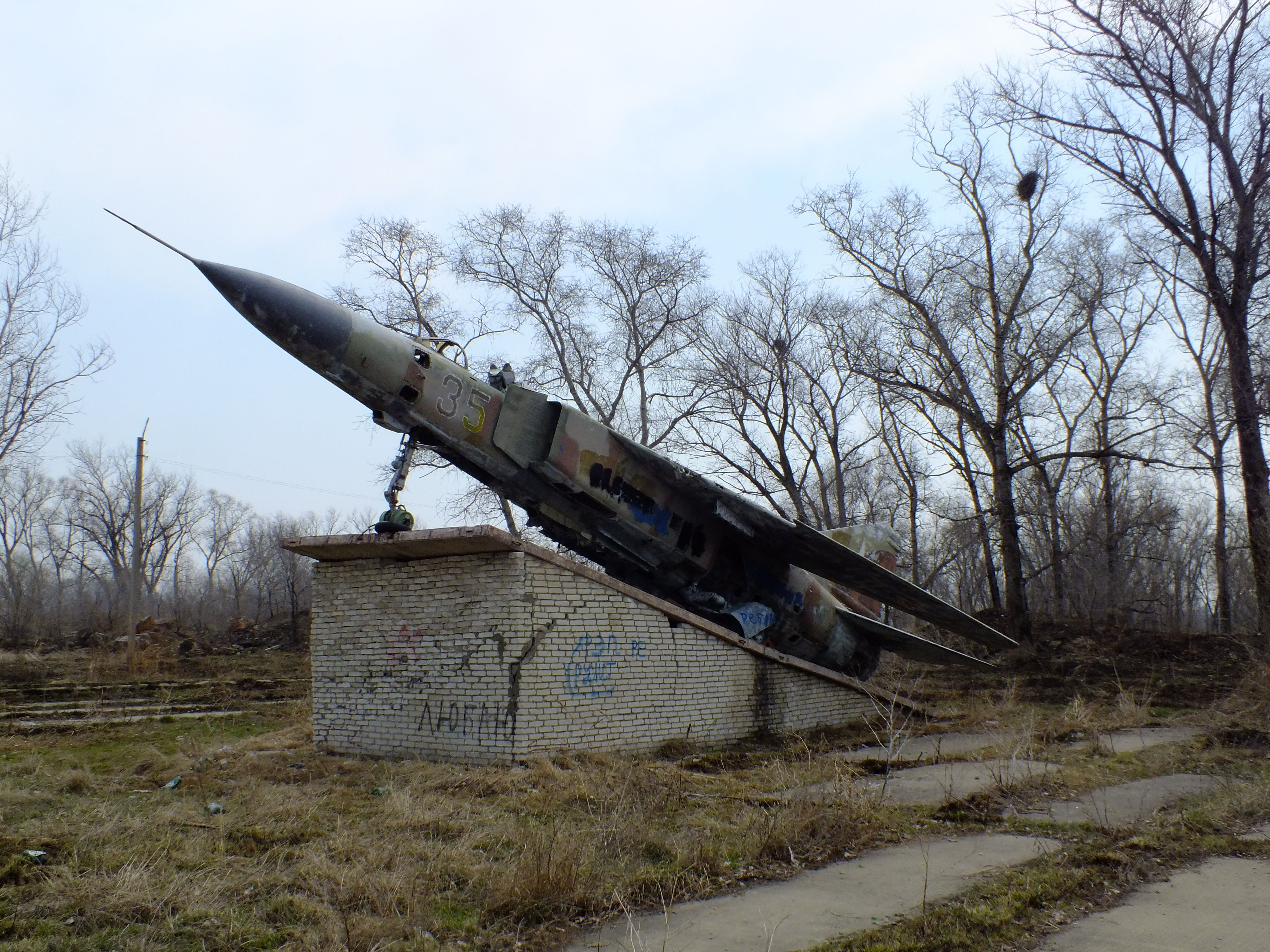
Памятник — самолёт МиГ-23, подвергшийся вандализму